# 梁蔚雅
梁蔚雅（Leung Wai Nga，1988年8月24日—），生於香港，香港女子足球員，司職守門員，正職從事保險，現時效力香港女子足球聯賽球隊傑志女子足球隊。

## 球會生涯
梁蔚雅生於香港，出身自足球世家，父親是前東方足球隊領隊梁成輝、叔叔梁承傑是前南華後衞，自小就認識梁守志等球圈猛人，在耳濡目染之下慢慢愛上足球，小學時參加足球班接受過門將訓練後，畢業於新生命教育協會平安福音中學，就讀大專時代踢球會賽，自覺難以進步，就連續3年參加了好友爸爸盧國華辦的訓練班，成為盧國華首位女弟子，當時的同學包括葉鴻輝、張景驊以及梁興傑，及後她獲球會賞識，終在為西貢上陣時期獲選入香港女子代表隊。

## 國際賽生涯
2010年首次入選香港女子代表隊。

## 個人榮譽
| 榮譽                    | 次數        | 年度              |
| 本 土 聯 賽             | 本 土 聯 賽 | 本 土 聯 賽       |
| ----------------------- | ----------- | ----------------- |
| 香港女子足球聯賽 冠軍   | 1           | 2017–18           |
| 香港女子聯賽足總盃 冠軍 | 1           | 2016–17(代表龍門) |

## 外部連結
- 香港足球總會網頁球員註冊資料 （页面存档备份，存于）